# エンリコ・ラヴァ
エンリコ・ラヴァ（Enrico Rava、1939年8月20日 - ）は、イタリアのジャズ・トランペッターである。トロンボーンで音楽活動を始めたが、マイルス・デイヴィスの音楽を聴きトランペットに転向した。

## 略歴
彼の最初の商業作品は、1960年代半ばにガトー・バルビエリのイタリアン・クインテットのメンバーとしてであった。1960年代後半、彼はスティーヴ・レイシーのグループのメンバーとなった。1967年にラヴァはニューヨークに移り、1ヶ月後には1970年に「Tonsil Records」から1枚のアルバムを出していたグループ「Gas Mask」のメンバーとなった。
1970年代および1980年代に、彼はジョン・アバークロンビー、アンドレア・チェンタッツォ、ギル・エヴァンス、リシャール・ガリアーノ、ジョー・ヘンダーソン、ジョー・ロヴァーノ、パット・メセニー、ミシェル・ペトルチアーニ、セシル・テイラー、ミロスラフ・ヴィトウスと仕事をした。また、カーラ・ブレイ、リー・コニッツ、ジャンヌ・リー、ポール・モチアン、ラズウェル・ラッドとも仕事をしている。主にビバップ・ジャズを基本としているラヴァだが、アヴァンギャルド・ジャズのセットでも演奏している。
ラヴァはトランペッターのパオロ・フレスと一緒に、ビックス・バイダーベック、ルイ・アームストロング、チェット・ベイカー、マイルス・デイヴィスの影響による4枚のアルバムを録音した。また注目すべきは、彼のアルバム『Rava, L'Opera Va'』と『Carmen』である。これらは、オペラのアリアと序曲に対する彼なりの解釈となっている。2001年、ピアニストのステファノ・ボラーニとクインテットを結成し、ガトー・バルビエリ、アルド・ロマーノとツアーを行った。また、ヨーロッパでのトリオとして、彼はエバーハルト・ウェーバーとスイスのパーカッショニストであるレト・ウェーバーと演奏した。
2005年6月、ラヴァはイタリア・ペルージャにおける「ウンブリア・ジャズ・フェスティバル」でのジャズ教育の20周年記念として、バークリー音楽大学から音楽の名誉博士号を授与された。

## ディスコグラフィ

### リーダー・アルバム
- Il Giro Del Giorno in 80 Mondi (1972年、Black Saint)
- Katcharpari (1973年、MPS/BASF)
- 『魚座の難破船』 - The Pilgrim and the Stars (1975年、ECM)
- 『ザ・プロット』 - The Plot (1976年、ECM)
- 『クオテーション・マークス』 - Quotation Marks (197年、6JAPO)
- 『ラウンド・アバウト・ミッドナイト』 - Enrico Rava Quartet (1978年、ECM)
- 『アー (AH)』 - Ah (1980年、ECM)
- 『オープニング・ナイト』 - Opening Night (1981年、ECM)
- Andanada (1983年、Soul Note)
- String Band (1984年、Soul Note)
- Nexus Meets Enrico Rava (1985年、Four Leaf Clover)
- Secrets (1986年、Soul Note)
- Volver (1986年、ECM) ※with ディノ・サルーシ
- 『アニマルズ』 - Animals (1987年、Inak)
- Nausicaa (1993年、EGEA) ※with エンリコ・ピエラヌンツィ
- Rava, L'Opera Va (1993年、Blue)
- For Bix and Pops (1994年、Philology)
- Electric Five (1994年、Soul Note) ※with ジャンルイージ・トロヴェシ
- 『イタリアン・バラッズ』 - Italian Ballads (1996年、Music Masters) ※with リシャール・ガリアーノ
- Noir (1997年、JMS)
- Carmen (1997年、Label Bleu)
- Certi Angoli Segreti (1998年、Label Bleu)
- Shades of Chet (1999年、Via Veneto Jazz)
- Rava Plays Rava (1999年、Philology)
- Live at Birdland (2000年、Challenge)
- Duo en Noir (2000年、Between the Lines) ※with ラン・ブレイク
- Beyond Fellini (2002年、WEA/Warner)
- 『ルネッサンス』 - Renaissance (2003年、Venus)
- 『ハピネス・イズ…』 - Happiness Is... (2003年、Stunt)
- 『フル・オブ・ライフ』 - Full of Life (2003年、CAM Jazz)
- 『イージー・リヴィング』 - Easy Living (2003年、ECM)
- Montreal Diary/A: Plays Miles Davis (2004年、Label Bleu)
- Montréal Diary/B (2004年、Label Bleu) ※with ステファノ・ボラーニ
- 『タチ』 - Tati (2004年、ECM)
- Chanson (2006年、Duck)
- What a Day (2006年、Duck)
- Quatre (2006年、Duck)
- 『ザ・ワーズ・アンド・ザ・デイズ』 - The Words and the Days (2007年、ECM)
- 『ザ・サード・マン』 - The Third Man (2007年、ECM) ※with ステファノ・ボラーニ
- Live at JazzBo '90 (2007年、Philology)
- 『ニューヨーク・デイズ』 - New York Days (2009年、ECM)
- Tribe (2010年、ECM)
- Rava on the Dance Floor (2012年、ECM)
- The Monash Sessions (2013年、Jazzhead)[3]
- Wild Dance (2015年、ECM)[4]
- My Songbook (Casa dell Jazz, 2016)
- Roma (2019年、ECM) ※with ジョー・ロヴァーノ

### 参加アルバム
イタリアン・インスタビレ・オーケストラ
- Live in Noci and Rive-De Gier (1991年)
- Skies of Europe (1994年)
- Litania Sibilante (2000年)
- Previsioni del Tempo: Forecast (2002年)

スティーヴ・レイシー
- Sortie (1966年、GTA)
- 『森と動物園』 - The Forest and the Zoo (1967年、ESP-Disk)

その他
- ギュンター・ハンペル : Angel (1972年)
- ダラー・ブランド : African Space Program (1973年)
- ロビン・ケニヤッタ : Terra Nova (1973年)
- ラズウェル・ラッド : 『インサイド・ジョブ』 - Inside Job (1976年)
- マルチェロ・メリス : Free to Dance (1979年)
- バリー・アルトシュル : Irina (1983年)
- ジミー・ライオンズ : Give It Up (1985年)
- アーチー・シェップ : Little Red Moon (1985年)
- ティツィアナ・シモーナ : Flakes (1988年)
- ジョルジュ・グルンツ : Happening Now! (1988年)
- Giochi Proibiti : Toucan (1988年)
- セシル・テイラー : Alms/Tiergarten (1989年)
- ティツィアーナ・ギリオーニ : I'll Be Around (1989年)
- マルク・デュクレ : Gris (1990年)
- シギ・フィンケル : Voyeur Voyeur (1991年)
- ティツィアーナ・ギリオーニ Something Old Something New Something Borrowed (1992年)
- マッシモ・ウルバニ : Invitation: Unissued 1977–84 (1995年)
- カール・ベルガー : No Man Is an Island (1996年)
- マウロ・ネグリ : So Funky (1996年)
- マルチェロ・メリス : The New Village on the Left (1997年)
- バティスタ・レナ : Banda Sonora (1998年)
- リー・コニッツ : L' Age Mür (1998年)
- エンリコ・ピエラヌンツィ : Ma L'Amore No (1998年)
- リタ・マルコチュリ : The Woman Next Door (1998年) ※with ミッシェル・ベニータ
- ジョヴァンニ・トンマーゾ : Third Step (1998年)
- イヴァーノ・フォッサーティ : La Disciplina della Terra (2000年)
- フランコ・アンブロゼッティ : Grazie Italia (2001年)
- ロベルト・ガット : Roberto Gatto Plays Rugantino (2001年)
- アンドレア・チェンタッツォ : Live with the Mitteleuropa Orchestra (2002年)
- フラテッリ・マンクーゾ : Cantu (2003年)
- レナート・セラーニ : Ciao Kramer (2003年)
- バティスタ・レナ : I Cosmonauti Russi (2003年)
- レナート・セラーニ : Per Giovanni D'Anzi (2003年)
- ジャンマリア・テスタ : Altre Latitudini (2004年)
- レナート・セラーニ : A Mina (2005年)
- サルヴァトーレ・ボナフェデ : 『ジャーニー・トゥ・ドンナフガータ』 - Journey to Donnafugata (2005年)
- アンドレア・ポッツァ : Stormy Weather (2005年)
- アンドレア・チェンタッツォ/中央ヨーロッパ管弦楽団 : Doctor Faustus (2006年)[5]